# Let the Boots Do the Talking
Let the Boots Do the Talking – to tytuł 7" wydanej przez anarchopunkowy zespół Oi Polloi ze Szkocji. Materiał został wydany przez Compary Records w 1999 roku.

## Lista utworów
1. It Doesn't Have to Be Like This
2. Let the Boots Do the Talking
3. Stay Alert
4. Fuck the National Lottery
5. Threshers - Fuck Off!